# Фролов, Леонид Петрович
Леонид Петрович Фролов (род. 28 февраля 1962) — мэр Иркутского района с декабря 2015 года.

## Биография
Фролов Леонид Петрович родился 28 февраля 1962 года в селе Хомутово Иркутского района. Он был восьмым ребёнком в многодетной семье тружеников села.
В 1977 году окончил Ревякинскую среднюю школу и направился на обучение в профессиональное училище села Оёк, где получил средне-профессиональное образование тракториста-машиниста широкого профиля.
С 1980 по 1982 гг. проходил службу в рядах Советской Армии.
В 1982 году, после демобилизации вернулся в родные места, в деревню Ревякина, работал водителем в совхозе «Байкал».
В 1993 году организовал собственное фермерское хозяйство в деревне Черемушки и сельхозпредприятие в деревне Ревякина, с названием АО «Сибирская Нива».
В октябре 2005 года был избран главой Ревякинского муниципального образования.
В декабре 2007 года Леонид Петрович был вновь избран главой, уже на второй срок — до 2012 года.
В октябре 2012 года Фролов стал председателем Думы Ревякинского МО.
В декабре 2015 года Леонид Петрович победил на выборах мэра Иркутского района.
18 сентября 2020 года Фролов Леонид Петрович вновь победил на выборах мэра Иркутского района.